# 黒野元基
黒野 元基 (くろの もとき、1996年5月22日 - )は、愛知県西尾市出身のボートレーサー。
登録第4960号。119期。愛知支部所属。愛車はマセラティ。趣味はゴルフ。嫌いな食べ物はパセリ。

## 来歴
- 愛知県立西尾東高等学校卒業。
- 2016年9月22日、選手登録。119期。
- 2016年11月21日からボートレース蒲郡で開催された 一般戦「蒲郡巧者集結！中日スポーツ賞第37回龍神杯」初日第2Rに出走[2]し、デビュー。（5着）
- 2017年8月11日からボートレース常滑で開催された 一般戦「名鉄杯争奪2017納涼お盆レース」2日目第1Rで6号艇6コースから.21のスタートを決めて恵まれにより勝利[3]し、初勝利を飾る。
- 2018年11月29日からボートレース戸田で開催された 一般戦「スカパー・ブロードキャスティング杯」5日目（最終日）第12R優勝戦に出走[4]し、初優出。（2着）
- 2018年12月26日、2019年フレッシュルーキーに選出[5]される。
- 2019年12月13日、2020年フレッシュルーキーに選出[6]される。
- 2020年2月13日からボートレース浜名湖で開催された 一般戦「オールB級東海地区選手権 BTS焼津1周年記念」5日目（最終日）第12R優勝戦に出走し、2号艇2コースから.03のスタートを決め勝利[7]し、初優勝。
- 2020年9月17日からボートレースびわこで開催された PG1第7回「ヤングダービー」でG1初出場。2日目第1R5号艇5コースから.18のスターをからまくり差しを決めて勝利[8]し、G1初勝利を飾る。
- 2020年12月21日、2021年トップルーキーに選出される。[9]
- 2021年12月20日、2022年トップルーキーに選出される。[10]
- 2023年3月6日からボートレース多摩川で開催された G1「開設68周年記念 ウェイキーカップ」6日目（最終日）第12Rに出走[11]し、G1初優出。（6着）
- 2024年2月5日からボートレース蒲郡で開催された G1「第69回東海地区選手権」6日目（最終日）第12Rに出走[12]し、2回目のG1優出。（3着）

## 戦績
- 出走回数：1820回
- 優勝回数：7回
- 優出回数：41回
- 1着回数：395回
- フライング(F)回数：6回
- 出遅れ(L)回数：0回
- 通算勝率：5.93
- 2連対率：41.15
- 3連対率：59.65
- 生涯獲得賞金：179,565,198円